# Rio Batatal
Rio Batatal är ett vattendrag i Brasilien.   Det ligger i delstaten São Paulo, i den södra delen av landet, 1 000 km söder om huvudstaden Brasília.
I omgivningarna runt Rio Batatal växer i huvudsak städsegrön lövskog. Runt Rio Batatal är det mycket glesbefolkat, med 4 invånare per kvadratkilometer.